# Очоа, Райан
Райан Очоа (англ. Ryan Ochoa) — американский актёр. Он известен такими своими ролями, как принц Ленни в сериале Два Короля на Disney XD и, как Чак Чамберс в сериале «АйКарли» на Nickelodeon. Райан старший ребёнок в семье, у него есть два брата Раймонд Очоа и Роберт Очоа. Родился Райан в Сан-Диего, штата Калифорния, В настоящее время семья Очоа проживает в Лос-Анджелесе.

## Карьера
Когда Очоа было 8 лет, он начинал сниматься в рекламе. Райан сыграл роль Райана Зорна, сына главного героя, в дебютном фильме «Ностальгия» (2007). Очоа озвучил героя Рика в анимационном фильме Астробой. Он также играет роль принца Ленни в сериале Два Короля на Disney XD.

## Фильмография
| Год  | Название                                                   | Роль                   | Заметки                                            |
| ---- | ---------------------------------------------------------- | ---------------------- | -------------------------------------------------- |
| 2007 | Ностальгия                                                 | Райан Зорн             | Дебютный фильм                                     |
| 2008 | Ограничение по возрасту                                    | Макс                   | Короткометражный фильм                             |
| 2008 | Парад Матушки Гусыни                                       |                        | ТВ-фильм                                           |
| 2008 | Семь жизней                                                | Чоир Бой               |                                                    |
| 2008 | АйКарли                                                    | Чак Чамберс            | 2008-наст. время, 5 эпизодов                       |
| 2009 | Рождественская история                                     | Тини Тим               |                                                    |
| 2009 | Астробой                                                   | Рик                    | Анимационный фильм                                 |
| 2009 | Прекрасная игра                                            | Норберто Виллариал     | Второстепенная роль                                |
| 2010 | Бэтмен: отважный и смелый                                  | Молодой гонщик         |                                                    |
| 2010 | Зик и Лютер                                                | Дьюс                   |                                                    |
| 2010 | Два Короля                                                 | принц Ленни            | 2010-наст. время, главная роль                     |
| 2011 | Тайна красной планеты                                      | Ребёнок                |                                                    |
| 2011 | Disney’s Friends for Change                                | Райан Очоа             | Зелёная Команда, но потом перешёл в Жёлтую Команду |
| 2011 | Волшебные родители ТВ                                      | Маленький Тимми Тёрнер | Фильм                                              |
| 2011 | Позвони Роботам!                                           | TBA                    | В разработке                                       |
| 2014 | Небольшое привидение: Вы знакомы с моим другом вурдалаком? | Макс Доил              | фильм                                              |